# Hadia Tajik
Hadia Tajik (Bjørheimsbygd, Strand, 18 de julio de 1983) es una abogada, periodista y política noruega, ministra de Cultura entre 2012 y 2013 durante el gobierno de Jens Stoltenberg. Es miembro del Storting desde 2009 y vicepresidenta del Partido Laborista desde 2015.
Con tan solo 29 años al momento de su nombramiento, se convirtió en la ministra más joven en la historia del país y la primera musulmana en el gobierno.

## Biografía
Nació en Strand, Rogaland, hija de Sarwar Tajik y Safia Qazalbash, ambos inmigrantes pakistaníes. Estudió la carrera de periodismo en la Universidad de Stavanger. Posteriormente, realizó entre 2004 y 2006 una maestría en derechos humanos en la Universidad de Kingston y una maestría en derecho en la Universidad de Oslo. Trabajó para los periódicos Aftenposten, Dagbladet, Morgenbladet y Verdens Gang, entre otros.
El 28 de junio de 2014 se casó con Stefan Heggelund, político del Partido Conservador. La pareja anunció su divorcio en febrero de 2016. Desde 2018 mantiene una relación con Kristian Skard, periodista del Dagens Næringsliv.

## Carrera política
Inició su carrera política a una edad temprana, en 1999, a sus 16 años, se convirtió en directora del ala juvenil del Partido Laborista (AUF), y desde 2001 ocupó el cargo de subdirectora política de Rogaland AUF. Renunció a su partido en 2003, para dedicarse al periodismo.
El 1 de diciembre de 2006 fue contratada como asesora política del ministro de Trabajo e Inclusión Social, Bjarne Håkon Hanssen. Tras ello sirvió como asesora del primer ministro Jens Stoltenberg (2008), del ministro de Justicia Knut Storberget (2008-2009) y del ministro de Trabajo Dag Terje Andersen (2009).
En octubre de 2008, Tajik fue nominada en el sexto lugar de la lista del Partido Laborista a las elecciones parlamentarias de 2009, remplazando a Saera Khan. Ganó su escaño al Storting, representando a Oslo. Nuevamente fue elegida al parlamento en 2013. Posteriormente, el 17 de octubre de 2014, asumió como presidenta del Comité de Justicia.
El 21 de septiembre de 2012, Jens Stoltenberg la nombró ministra de Cultura, con tan solo 29 años, convirtiéndola en la miembro más joven del gabinete en la historia del país. Dejó el cargo el 16 de octubre de 2013.
Fue nominada como vicepresidenta del Partido Laborista junto con Trond Giske, quienes fueron elegidos en la reunión nacional de 16 al 19 de abril de 2015.
Desde 2017 representa a Rogaland en el Storting.